# Institut du développement économique
L’Institut du développement économique (IDE) est un organisme événementiel à but non lucratif créé en décembre 2000, dont les principaux adhérents et fondateurs comptent parmi les grands noms du tissu économique industriel français.
La vocation de l'IDE est de favoriser les contacts et les échanges entre les divers types d'entreprises françaises, en mettant à leur disposition des programmes de synergies inter-entreprises, des présentations rédactionnelles dans de cadre de campagne d’information ciblées, ainsi que des conseils et formations en management et en communication commerciale.